# 894 a.C.
L'894 a.C. (DCCCXCIV a.C. in numeri romani) è un anno  del IX secolo a.C.

## Eventi
- Iuwlot è primo profeta di Amon.